# 恋文日和
『恋文日和』（こいぶみびより）は、ジョージ朝倉が1998年から『別冊フレンド』（講談社）に不定期連載している漫画、またそれを原作とした日本映画・日本のテレビドラマ。
ラブレターを題材にしたオムニバス作品で、2005年には第29回講談社漫画賞少女部門を受賞した。

## 映画
『恋文日和』は、2004年12月4日に公開された、映画。
原作から3つのストーリーと映画のためのオリジナルストーリー（便せん日和）から構成されるオムニバス映画となっている。映画の構成としては、「便せん日和」の中に、他の話が「あたしをしらないキミへ」、「雪に咲く花」、「イカルスの恋人たち」の順に埋め込まれる形になっている。キャッチコピーは「どの恋にも、あたしがいる。」。

### あたしをしらないキミへ
ストーリー
ある日、文子は高校の屋上で風に吹かれてきたラブレターを拾う。それは不良っぽい風貌の同級生・増村が書いたものであり、普段の増村からは想像もつかない純情？な内容であった。それに驚いた文子は、気まぐれで返事を書き、奇妙な文通が始まることになる。なお、文子（あたし）が文通の相手であることを増村（キミ）は知らない。
キャスト
- 文子（あやこ、村川絵梨） 色恋沙汰にかかわったことのない普通の高校生
- 増村保志（弓削智久） 何故かタトゥーをしている一見危なげな高校生
- 片瀬理乃（真木よう子） 高校の卒業生。増村の先輩であり、増村のラブレターの宛先

### 雪に咲く花
ストーリー
冬のある日、陽司のところに届いた手紙は、自殺を予感させるものであった。その手紙には差出人は書かれていなかったが、陽司は同級生の千雪からのものであると察した。千雪は田舎では生きにくいほどの美少女で、面白おかしく、よからぬ噂を立てられていた。
キャスト
- 神代陽司（田中圭）雪国の高校生
- 宮下千雪（小松彩夏）陽司の同級生。
- ボートの男（田中要次）

### イカルスの恋人たち
ストーリー
兄の康一の葬儀の後でめぼしいものをあさっていた健二はデジタルカメラのそばに兄の手紙を見つける。その手紙には、デジタルカメラはお前にやるからビデオテープを恋人である台湾人女性のユーインに届けてくれと書かれていた。健二は兄のことを堅物であるとその時までは思っていたが、ユーインに会うことにより兄の意外な一面を知ることになる。
キャスト
- 健二（塚本高史）
- 康一（玉山鉄二）健二の兄
- ユーイン（當山奈央）康一の恋人、中国エステに勤めている。

### 便せん日和
ストーリー
便せん専門店「てがみ屋」に勤めている美子は、ひそかに店の主任に惚れていて、部屋の中は彼の写真でいっぱいである。ラブレターをたくさん書くものの、出せないままになっている。なぜならば、店長には憧れの君がいることを知っているからである。
キャスト
- 永野美子（中越典子）「てがみ屋」の店員
- 鈴森一成（大倉孝二）「てがみ屋」の主任
- 杉原万里子（森ほさち）鈴森が片思いしている常連客

映画「恋文日和」のオリジナル版「もうひとつの恋文日和」
gooで配信する「もうひとつの恋文日和」は、映画化される4作品とは別のストーリーで、gooオリジナル配信作品として同時制作されたもの。原作コミックでは第1作品目にあたる「郵便屋の恋」が描かれている。出演は村川絵梨、片山怜雄、PaniCrewの笠原康哉ほか。

## テレビドラマ
『恋文日和』のタイトルでテレビドラマ化。2014年1月7日より3月11日まで毎週火曜日1:29 - 1:59（JST、月曜日深夜）に日本テレビで放送。なお、本項目では日時表記を日本標準時で記載し、提出された出典内容や公式HPで表示されている内容とは異なる。
主演はE-girlsの10名が各話ごとに週替わりで務める。キャッチコピーは「あなたは手紙を書いたことがありますか?」。

### キャスト
複数話、単話登場の場合は括弧（）内に表記。

#### LETTER1 「雪に咲く花」
宮下 千雪
演 - 藤井萩花（E-girls / Flower）
母の恋人が変わる度に引っ越しを繰り返し、「今は公園で暮らしている」と平然とした顔で龍平に話す。
神代 龍平
演 - 菊田大輔
半年前に引っ越してきたどこか近寄りがたい雰囲気や不思議な香りを漂わせる千雪が気になり始める。
- その他 - 今井隆文、新井友香、結城洋平、菅沢こゆき

#### LETTER2 「図書室のラブレター」
高瀬 リリコ
演 - 武田杏香（E-girls）（第4・7話）
学校の図書室にいるときだけ、自分が思い描く世界があり、内に秘めてる素の部分が出せているような気がしていた。
柄本
演 - 須賀健太
リリコと同じクラスの図書委員。粗暴に振る舞う普段の態度が災いし、リリコから快く思われていなかった。
- その他 - 鶴巻星奈

#### LETTER3 「キミに読む手紙」
安積 サワコ
演 - 石井杏奈（E-girls）
発表会前、自分が通う学校のピアノの調律が狂い困っていたときに、結城が通う学校のピアノを借りられることになり、練習のために足を運んでいた。
結城 光男
演 - 桜田通
退屈な毎日を過ごす日々の中で偶然に聴こえてきたピアノの音色に誘われ、音楽室を訪れる。
手島
演 - 町山博彦
結城の同級生。
- その他 - 大橋典之

#### LETTER4 「ラブレター☆パニック」
早川 愛
演 - 楓（E-girls / Happiness）
男勝りな性格で恋愛には縁遠い学校生活を送っており、その反面一部の女生徒には人気があった。
森村
演 - 碓井将大
愛の性格をよく理解している同級生で何かにつけて意地悪なことを言う彼女の相談相手。
井田
演 - 廣瀬智紀
奥田
演 - 一井直樹
上記2名はあるラブレターから愛に好意を持たれ、勘違いされる同級生。
- その他 - 加藤諒（第8話）、亀山陽、大森真有、花上愛美、橋谷勇希、小林史幸

#### LETTER5 「あたしをしらないキミへ」
小林 文子
演 - 藤井夏恋（E-girls / Happiness）
立ち入り禁止の屋上で風に乗って飛ばされてきた「片瀬理乃」宛のラブレターを拾う。そのピュアな内容の文面に惹かれ、手紙を出した相手に匿名で返事を書く。
増村 保志
演 - 浅香航大
ナイトクラブで暴力事件を起こす強面で近寄りがたい雰囲気がある男子生徒。
片瀬 理乃
演 - 結木智咲
卒業生で前生徒会長。
ひろみ
演 - 夏緒
文子のクラスメイトで友達。
- その他 - 横山遥奈、岩田玲

#### LETTER6 「コウちゃんのEメール」
篠原 夏芽
演 - 須田アンナ（E-girls / Happiness）
通学する高校では特進クラスを選択し、医科大学を志望している。だが、成績が思うように上がらず落ちてしまい、いつも身近にいて軽口で励ましてくれる航一郎の存在が大きくなっていく。
南田 航一郎
演 - 前田公輝
夏芽の2歳上の幼馴染。1年前、「俺はビッグになる」と夏芽に言い残してアメリカへ旅立つ。
佐々木
演 - 矢野満咲紀
夏芽のクラスメイト。
- その他 - 伊藤洋三郎、滝沢涼子、山崎潤

#### LETTER7 「ヒミツの交換日記」
橘 花楓
演 - 山口乃々華（E-girls）（第2話・第4話 - 第5話）
リリコの友達。「付き合って欲しい」と素直な気持ちを表したラブレターを筒井に送り、諦めかけていたときに「付き合ってもいいよ」と返事が帰ってきた。
彼と恋愛関係に発展した楽しい日々を思い描くが、筒井の様子が一向に変化しなかった。
筒井 ノブオ
演 - 堀井新太
花楓に手紙で告白されてからもあからさまに態度を変えず、周囲の友達や同級生には内緒の交換日記を花楓に提案する。
- その他 - 戸松恵哉、那須野智弘、掛川僚太

#### LETTER8 「真夜中のFAXレター」
和田 享子
演 - 佐藤晴美（E-girls / Flower）
クラスメイトの荒木に苦手意識を持ち、荒木の話し方や態度から、自分も彼に嫌われているのではないかと思っていた。
荒木 タダシ（字は不明）
演 - 泉澤祐希
母が新しく購入したFAXを試しに使ってみたいと思い、クラスメイトの中でFAXを持っていた享子に「自分の事が嫌いか」と書いた直情的な内容の文面を送信する。
カホ
演 - 佐藤優津季
享子の友達。
- その他 - 青木梨乃、加藤直美、久松夕子

#### LETTER9 「METAL MOON」
瀬々
演 - 坂東希（E-girls / Flower）
金子が女池に振られている姿を見たとき、彼のことを好きになっている気持ちに気付き、恋の成就は望まない手紙をお気に入りのCDに挟んで、金子の鞄に忍ばせる。
金子
演 - 岡山天音
女池を一途に想っていた。あまり話したことのない瀬々から手紙をもらい戸惑う。また、常に冷静で淡々としている性格の瀬々とは対照的な音楽の趣味や手紙の内容に本人が送ったものか疑問に思う。
女池
演 - 佐野ひなこ
- その他 - 中島広稀、川村亮介

#### LAST LETTER 「イカルスの恋人たち」
キヨミ
演 - Shizuka（E-girls / Dream）（第1話 - 第9話）
高校の英語科教師。大学生時代、奨学金を返済する目的でキャバクラ「ドルチェ」で働いていた。康一が手術を受ける前の3週間、彼と一緒に過ごす。
佐藤 健二
演 - 本郷奏多
康一の弟。同級生にビデオカメラを貸して欲しいと依頼され、2年振りに兄が愛用していたビデオカメラバッグを開けたときに自分宛の手紙と兄が恋人に残したDVDを見つける。
佐藤 康一
演 - 柿澤勇人
2年前に病死する。ラブレター代わりのDVDを恋人に渡して欲しいと弟宛に遺言を残していた。恋人の前では弟には見せたことがない明るい表情を見せ、『イカルスの星』を口ずさんでいた。
- その他 - 町山博彦、桜井晃平、堀杏子、川畑和雄、和泉ちぬ

### スタッフ
- 原作 - ジョージ朝倉『恋文日和』（別冊フレンド刊 / 講談社）
- 脚本 - 松田裕子、新井友香、山咲藍
- 音楽 - 牧戸太郎
- 監督 - 明石広人、本田隆一、御法川修、伊野部陽平、松井夢壮
- 主題歌 - E-girls「Diamond Only」（rhythm ZONE）
- 監督補 - 伊野部陽平、富田和成
- 撮影 - 鈴木慎二、市川修
- 照明 - 金子康博
- 美術 - 佐々木伸夫
- タイトルバック・編集 - 松井夢壮
- CG・アニメーション - 田中利明
- 選曲 - 原田慎也
- 音楽プロデューサー - 平川智司
- 音楽制作 - 森幹則
- ピアノ指導 - 大町彩乃
- 編成 - 小林将高
- 制作 - 福士睦
- プロデューサー - 植野浩之、仲野尚之、藤田大輔
- 制作プロデューサー - 近藤あゆみ
- 協力プロデューサー - 小竹正人
- ラインプロデューサー - 大川伸介
- 協力 - LDH
- 制作プロダクション - 日テレアックスオン
- 制作協力 - スタジオブルー
- 企画制作 - 日本テレビ
- 製作著作 - 「恋文日和」製作委員会（D.N.ドリームパートナーズ、vap）

### 放送日程
| 話数        | 放送日  | サブタイトル           | 脚本     | 監督                |
| ----------- | ------- | ---------------------- | -------- | ------------------- |
| LETTER1     | 1月07日 | 雪に咲く花             | 松田裕子 | 明石広人            |
| LETTER2     | 1月14日 | 図書室のラブレター     | 松田裕子 | 本田隆一            |
| LETTER3     | 1月21日 | キミに読む手紙         | 松田裕子 | 御法川修            |
| LETTER4     | 1月28日 | ラブレター☆パニック    | 新井友香 | 伊野部陽平          |
| LETTER5     | 2月04日 | あたしをしらないキミへ | 山咲藍   | 御法川修            |
| LETTER6     | 2月11日 | コウちゃんのEメール    | 松田裕子 | 明石広人            |
| LETTER7     | 2月18日 | ヒミツの交換日記       | 松田裕子 | 明石広人            |
| LETTER8     | 2月25日 | 真夜中のFAXレター      | 新井友香 | 本田隆一            |
| LETTER9     | 3月04日 | METAL MOON             | 新井友香 | 松井夢壮 伊野部陽平 |
| LAST LETTER | 3月11日 | イカルスの恋人たち     | 松田裕子 | 明石広人            |

### ネット局
| 放送対象地域 | 放送局                | 放送期間                  | 放送時間                                                 | 系列           | 備考   |
| ------------ | --------------------- | ------------------------- | -------------------------------------------------------- | -------------- | ------ |
| 関東広域圏   | 日本テレビ（NTV）     | 2014年1月7日 - 3月11日    | 火曜日 1:29 - 1:59（月曜日深夜）                         | 日本テレビ系列 | 制作局 |
| 近畿広域圏   | 読売テレビ（ytv）     | 2014年1月27日 - 3月24日   | 月曜日未明（日曜日深夜） または 水曜日未明（火曜日深夜） | 日本テレビ系列 | [ 4 ]  |
| 富山県       | 北日本放送（KNB）     | 2014年10月14日 - 10月25日 | 火曜日未明（月曜日深夜）から深夜枠にて不定期放送         | 日本テレビ系列 |        |
| 福島県       | 福島中央テレビ（FCT） | 2015年7月29日 -           | 水曜日 1:29 - 1:59（火曜日深夜）                         | 日本テレビ系列 |        |

## 書籍情報
単行本は講談社コミックスフレンドより全3巻が発売。その後、愛蔵版がワイドKC 別冊フレンドより全2巻が発売。
- 講談社コミックスフレンド 全3巻

1. 2001年3月発売 ISBN 978-4063412291
2. 2001年3月発売 ISBN 978-4063412307
3. 2004年9月発売 ISBN 978-4063413991

- ワイドKC 別冊フレンド 全2巻（愛蔵版）

1. 2012年7月発売 ISBN 978-4063766677
2. 2012年7月発売 ISBN 978-4063766684